# Žarilna svečka
Žarilna svečka je priprava, ki olajša zagon (hladnega) motorja z notranjim zgorevanjem, zlasti dizelskega motorja. 
V jeklenem cevastem ohišju je žarilna spirala. Električni tok iz akumulatorja jo v nekaj sekundah (5–15 s) segreje na temperaturo 800–1100 °C. Ohišje svečke je uvito v glavo motorja, vroča konica pa sega v predkomoro zgorevalnega prostora v valju. Vbrizgovalna šoba v predkomoro razpršuje dizelsko gorivo. Gorivo se pri obtekanju svečke zelo segreje, upari in vžge, obenem pa vžge tudi preostalo gorivo v zgorevalnem valju. Ko motor steče, se tok skozi svečko prekine. Pri nekaterih novejših izvedbah se svečka ogreva še nekaj minut po zagonu, a z manjšim tokom in pri nižji temperaturi. S tem izboljšajo zgorevanje in zmanjšajo emisijo škodljivih plinov. Emisija je namreč največja takoj po zagonu motorja, ko je motor še hladen.